# تمپت اهر
تمپت اَهَر، از شاهان تمدن کهن شوش است. احتمالاً بین سال‌های ۱۵۰۰ تا ۱۳۵۰ می‌زیسته است، و جز در کتیبه‌ای که شرح ساخت معبدی از سوی او برای خدای اینشوشینک است، اطلاعات دیگری از او و حکومتش موجود نیست و تقریباً برای ما ناشناخته است. این کتیبه به زبان اکدی نگاشته شده است. وی در این کتیبه، اطلاع می‌دهد که معبدی از آجر پخته شده برای برای خدای اینشوشینک ساخته و مجسمه‌های از خود و زنان خدمتگزار محبوبش؛ و همچنین نگاره‌هایی از دو روح محافظ لمسو و کریبتو را آنجا قرار داده است.